# 813
813 (DCCCXIII) var ett normalår som började en lördag i den julianska kalendern.

## Händelser

### Okänt datum
- Ludvig den fromme kröns till kejsare av det Tysk-Romerska riket.
- Kalif al-Ma'mun bosätter sig tillfälligt i Merv.
- Eustatius kröns till påve av Alexandria.
- Belägringen av Konstantinopel (813)

## Födda
- Theofilos, bysantinsk kejsare.
- Leo V, bysantinsk kejsare.

## Avlidna
- Bonifatius (Toscana), markgreve i Toscana.
- Mikael I Rangabe, bysantinsk kejsare och sedan munk.